# Pilar Vélez Vicente
Pour les articles homonymes, voir Vélez et Vicente.
Vélez  Vicente est un nom espagnol. Le premier nom de famille, en général paternel, est Vélez ; le second, en général maternel, souvent omis, est Vicente.
Pilar Vélez Vicente, née le 2 février 1957 à Barcelone, est une historienne de l'art, conservatrice de musée et dirigeante culturelle espagnole. 
Elle est notamment l'ancienne directrice du musée Frederic-Marès et du musée du Design de Barcelone.

## Biographie
En 1986, elle obtient un doctorat en histoire de l'art à l'Université de Barcelone. De 1986 à 1994, elle prend en charge la direction du Musée des Arts graphiques, et, de 1995 à 2012, de la direction du Musée Frédéric Marès, période au cours de laquelle le musée se réaffirme comme centre de référence en matière de sculpture et de collection. En 2011, le projet de rénovation et de modernisation entamé en 1996 se termine, ce qui donne au musée une image et des conditions d'exposition conformes à la fois aux exigences muséographiques actuelles et aux besoins du patrimoine. L'ACCA décerne en 2012 un prix au projet de rénovation du musée Frederic-Marès. Pilar Vélez est également à l'origine d'une série de recherches et de publications à partir de ses fonds, ainsi que de nouvelles lectures de ses collections dans une perspective contemporaine. 
Depuis 1996, elle est membre de l'Académie Royale Catalane des Beaux-Arts de Sant Jordi et depuis 2007 de l'Académie des Beaux-Arts de Barcelone. Bibliothécaire des Académies de 1998 à 2014, elle dirige leur bulletin de 2004 à 2012.

## Musée du Design de Barcelone
Le 1er mai 2012, elle est nommée directrice du Musée du Design de Barcelone, remplaçant Marta Montmany, qui prend sa retraite au printemps 2012,. Le musée, œuvre de l'architecte Oriol Bohigas située sur la place des Gloires Catalanes, est fondé à la suite de l'intégration des collections du musée des Arts Décoratifs, du musée de la Céramique, du Musée du Textile et de l'Habillement et du Bureau des Arts Graphiques de Barcelone. 
Pilar Vélez Vicente reste à ce poste pendant 10 ans, jusqu'à sa retraite en 2022. 

## Œuvres
- Eudald Pradell i la tipografia espanyola del segle XVIII (1989)
- El llibre com a obra d'art a la Catalunya vuitcentista. 1850-1910 (1989)
- Xilografies de Josep Obiols (1990)
- Aproximació a l'obra gràfica de Subirachs (1993)
- Centenari Josep Obiols (1984-1994) (1994)
- J. Fín (1916-1969) (1999)
- Joies Masriera. 200 anys d'història (1999)
- Catàleg del Museu de Llotja. Reial Acadèmia Catalana de Belles Arts de Sant Jordi. II- Escultura i medalles (2001)
- Lluís Masriera (2002)
- L'exaltació del llibre al Vuitcents. Art, indústria i consum a Barcelona (ed) (2008).